# 28. People’s Choice Awards-gála
Az 28. People’s Choice Awards-gála a 2001-es év legjobb filmes, televíziós és zenés alakításait értékelte. A díjátadót 2002. január 13-án tartották a kaliforniai Shrine Auditoriumban, a műsor házigazdája Kevin James volt. A ceremóniát a CBS televízióadó közvetítette.

## Győztesek és jelöltek
Forrás:
| Az év új tévévígjátéka             | Az év női előadója                   |
| ---------------------------------- | ------------------------------------ |
| - Életem értelmei                  | - Faith Hill                         |
| Az év filmje                       | Az év nappali tévéműsora             |
| - Shrek                            | - Ármány és szenvedély               |
| Az év férfi tévés sztárja          | Az év férfi előadója                 |
| - Kelsey Grammer - Ray Romano      | - Garth Brooks                       |
| Az év együttese                    | Az év realityje                      |
| - *NSYNC                           | - Survivor                           |
| Az év női előadója új tévéműsorban | Az év női tévés sztárja              |
| - Reba McEntire                    | - Jennifer Aniston                   |
| Az év férfi filmsztárja            | Az év vígjátékműsora                 |
| - Tom Hanks                        | - Jóbarátok                          |
| Az év drámaműsora                  | Az év női filmsztárja                |
| - Vészhelyzet                      | - Julia Roberts                      |
| Az év vígjáték-sztárja             | Az év férfi előadója új tévéműsorban |
| - Eddie Murphy                     | - Damon Wayans                       |
| Az év új drámaműsora               | Az év drámai színésze                |
| - Alias                            | - Tom Hanks                          |

## Fordítás
- Ez a szócikk részben vagy egészben  a(z)   28th People's Choice Awards című angol Wikipédia-szócikk fordításán alapul.  Az eredeti cikk szerkesztőit annak laptörténete sorolja fel. Ez a jelzés csupán a megfogalmazás eredetét és a szerzői jogokat jelzi, nem szolgál a cikkben szereplő információk forrásmegjelöléseként.